# Grb Gruzije
Grb Gruzije usvojen je 1. listopada 2004. Djelomično je temeljen na srednjovjekovnom grbu gruzijske kraljevske obitelji Bagrationi.
Držači štita su dva uspravna lava. Štit na sebi ima sv. Jurja [nedostaje izvor], zaštitnika Gruzije, koji ubija zmaja. Iznad štita je kraljevska kruna Gruzije. Ispod se nalazi moto na gruzijskom: Snaga leži u jedinstvu.
Za vrijeme Demokratske Republike Gruzije, korišten je drukčiji grb, koji je vraćen u uporabu 1991. – 2004.